# Jonathan Ke Quan
Jonathan Ke Quan, född Ke Huy-Quan den 20 augusti 1971 i Saigon, Vietnam, är en amerikansk skådespelare.
Quan föddes i Vietnam och kom sedan som flykting med sin familj till Hongkong i slutet av 70-talet, innan familjen kom till USA 1979.
Quan blev känd som barnskådespelare med sin roll som Short Round i filmen Indiana Jones och de fördömdas tempel. Som vuxen hade han svårt att få skådespelarjobb i USA och efter några produktioner i bland annat Taiwan och Hongkong började han arbeta som manusförfattare och koreograf istället. Efter att ha sett Crazy Rich Asians från 2018 blev han inspirerad att återgå till skådespeleriet, och samma år blev han värvad till Everything Everywhere All at Once som hade premiär 2022 och blev en stor succé. För sin insats i filmen tilldelades Quan en Oscar för bästa manliga biroll vid Oscarsgalan 2023.
I samband med comebacken som skådespelare i vuxen ålder började han använda sitt födelsenamn Ke Huy Quan igen.

## Filmografi (i urval)[7]
- 1984 – Indiana Jones och de fördömdas tempel
- 1985 – The Goonies
- 1991 – Röster från andra sidan graven
- 1992 – California Man
- 2022 – Everything everywhere all at once
- 2023 – American Born Chinese (TV-serie)
- 2023 – Loki (TV-serie)
- 2024 – Kung Fu Panda 4 (röst)
- 2025 – Love Hurts
- 2025 – Passagen
- 2025 – Zootropolis 2 (röst)